# Тинли-Парк (Иллинойс)
Тинли-Парк (англ. Tinley Park) — деревня в округе Кук в штате Иллинойс в Соединённых Штатах Америки.
Согласно данным переписи населения США 2020 года число жителей деревни
составляло 55 971 человек.

## История
Активное заселение территории, которая сегодня включает в себя Тинли-Парк, началось в 1820-х годах с эмигрантов из Европы и восточной части Соединённых Штатов. К 1840-м годам немцы и немецкие американцы стали настолько влиятельной диаспорой, что, когда в 1853 году была официально образована деревня, ей дали название Бремен, в честь города в Германии. Но кроме немцев, в этот регион стали прибывать ирландцы, англичане, шотландцы, канадцы и другие этнические группы колонистов.

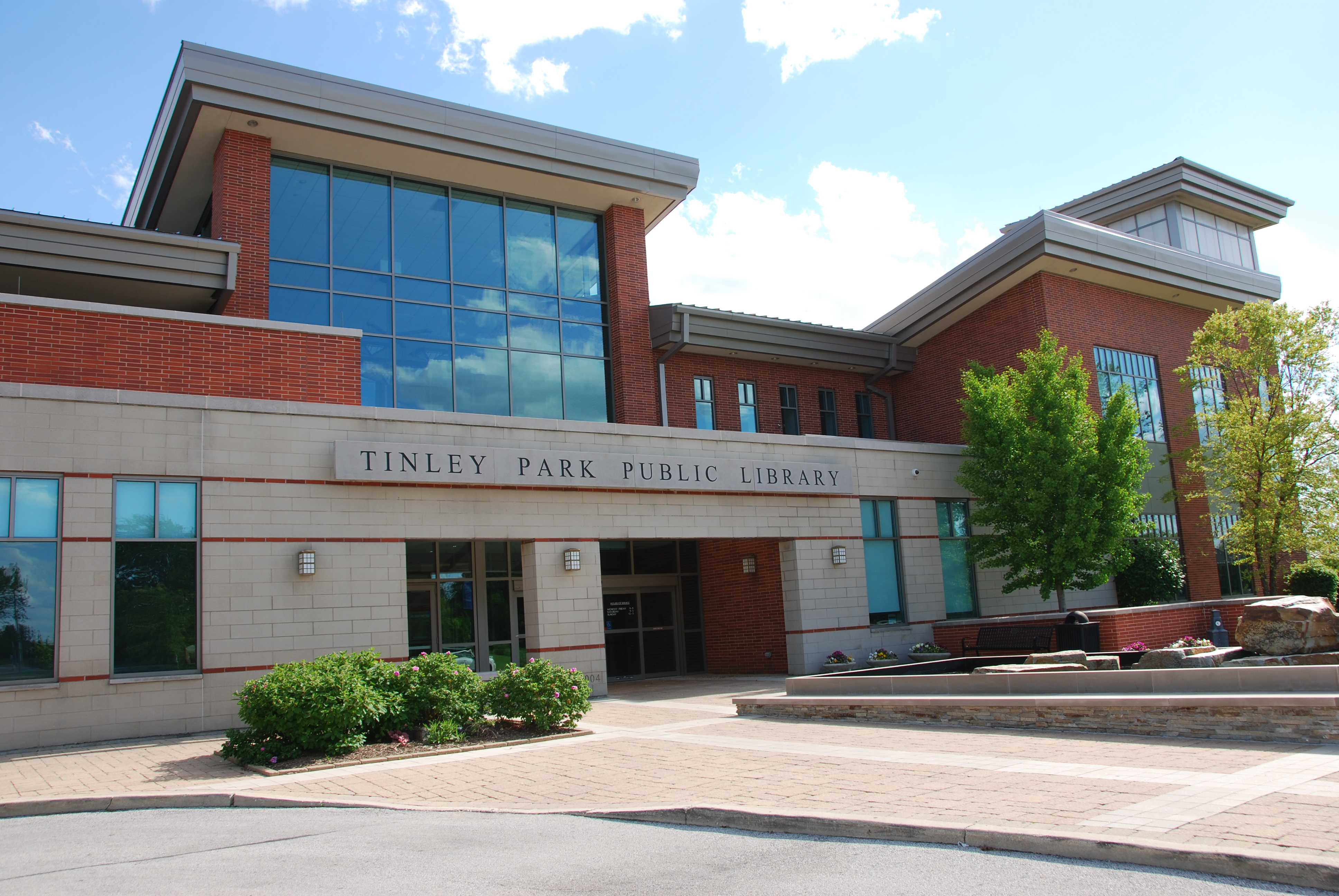
Публичная библиотека Тинли-Парка

В конце XIX века сеть железных дорог быстро расширялись по всей Америке, и одна из железнодорожных линий прошла через Тинли-Парк. Влияние нового вида транспорта было настолько велико в Бремене, что в 1890 году его название было изменено на Tinley Park, в честь первого смотрителя железнодорожной станции Сэмюэля Тинли-старшего. Даже официальное включение деревни в реестр штата состоялось в железнодорожном депо (27 июня 1892 года), когда Генри Фогт стал первым главой Тинли-Парка. После этого, вплоть до середины XX века в городе быстро развивалась промышленность, пока, следуя мировым тенденциям, производители не начали массово выводить производства в другие страны с более дешёвой рабочей силой.
В 1956 году было построено здание Публичной библиотеки Тинли-Парка.
В 1977 году в Тинли-Парке открыла свои двери Старшая школа им. Виктора Дж. Эндрю.
Во второй половине XX века население Тинли-Парка быстро росло, благодаря тому, что работающие Чикаго предпочитали селиться в более экологичном и тихом пригороде, где цены на жильё были гораздо более доступны; только в период с 1970 по 1994 год здесь было построено свыше 11 тысяч частных домов.
2 февраля 2008 года Тинли-Парк попал в печальный топ криминальных новостей после кровавой бойни в магазине одежды «Lane Bryant», в результате которой погибло пять женщин. Убийца (чернокожий мужчина) так и не был найден. Магазин, где произошло массовое убийство, долгое время пустовал пока в 2013 году его не арендовала сеть «T.J. Maxx».

## География
Тинли-Парк граничит с Ок-Форестом на северо-востоке, Орленд-Парком на северо-западе, Орленд-Хилсом и Мокиной на западе, Кантри-Клаб-Хилсом на востоке, Маттесоном на юго-востоке, Франкфортом на юго-западе и Франкфорт-Скуэром на юге.

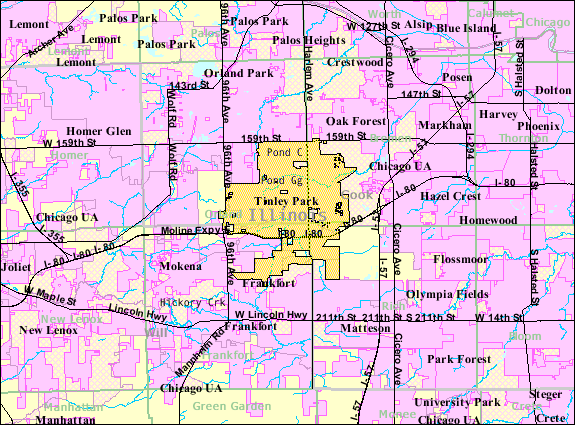
Тинли-Парк и ближайшие поселения на карте

Согласно данным Бюро переписи населения США, общая площадь Тинли-Парка составляет 16,13 квадратных миль (41,78 км2), из которых 16,12 квадратных миль (41,75 км2 или 99,93 %) — это суша и 0,01 квадратных миль (0,03 км2 или 0,07 %) — водная поверхность.
Климат благоприятный. В июле температура в округе Кук, в среднем составляет днём 84 °F (29 °C), а ночью 68 °F (20 °C); а в январе днём 31 °F (−1 °C), а ночью 18 °F (−8 °C). Зимой температура иногда поднимается выше 40 °F (4 °C), и, хотя это не является обычным явлением, в некоторые зимние дни она также поднималась выше 50 °F (10 °C). Среднемесячное количество осадков варьируется от 4,30 дюймов (109 мм) в июне до 1,77 дюймов (45 мм) в феврале.